# Kanton Massat
Der Kanton Massat war bis 2015 ein französischer Wahlkreis im Département Ariège und in der Region Midi-Pyrénées. Er umfasste sechs Gemeinden im Arrondissement Saint-Girons; sein Hauptort (frz.: chef-lieu) war Massat. Die landesweiten Änderungen in der Zusammensetzung der Kantone brachten im März 2015 seine Auflösung.

## Gemeinden
| Gemeinde  | Einwohner (Stand: 2022) | Code postal | Code Insee |
| --------- | ----------------------- | ----------- | ---------- |
| Aleu      | 131                     | 09320       | 09005      |
| Biert     | 307                     | 09320       | 09057      |
| Boussenac | 243                     | 09320       | 09065      |
| Massat    | 741                     | 09320       | 09182      |
| Le Port   | 167                     | 09320       | 09231      |
| Soulan    | 391                     | 09320       | 09301      |